# Sikorsky
Sikorsky Aircraft Corporation je američki proizvođač zrakoplova. Sikorsky je utemeljio 1925. godine ukrajinsko-rusko-američki zrakoplovni inženjer Igor Sikorsky.

## Zrakoplovi

### Avioni
- Sikorsky S-29-A
- Sikorsky S-30
- Sikorsky S-31
- Sikorsky S-32
- Sikorsky S-33
- Sikorsky S-34
- Sikorsky S-35
- Sikorsky S-36
- Sikorsky S-37
- Sikorsky S-38
- Sikorsky S-39
- Sikorsky S-40
- Sikorsky S-41
- Sikorsky S-42
- Sikorsky S-43
- Sikorsky VS-44
- Sikorsky S-45

### Helikopteri
- VS-300
- Sikorsky S-47 (R-4)
- Sikorsky S-48 (R-5/H-5)
- Sikorsky S-49 (R-6)
- Sikorsky S-51
- Sikorsky S-52 (H-18/HO5S)
- Sikorsky S-55
- Sikorsky S-56
- Sikorsky S-58
- Sikorsky S-59 (XH-39)
- Sikorsky S-60
- Sikorsky S-61: SH-3 Sea King;
- Sikorsky S-61R
- Sikorsky S-62
- Sikorsky S-64: CH-54 Tarhe
- Sikorsky S-65
- Sikorsky S-67 Blackhawk
- Sikorsky S-69
- Sikorsky S-70
- Sikorsky S-72
- Sikorsky S-75
- Sikorsky S-76 Spirit
- Sikorsky S-80
- Sikorsky S-92 i vojni H-92 Superhawk i CH-148 Cyclone (1995)
- Sikorsky X2

### Drugi zrakoplovi
- Sikorsky Cypher
- Sikorsky Cypher II

## Vanjske poveznice
- Službene stranice Sikorsky